# Невиусия
Невиусия (лат. Neviusia) — род кустарников из семейства розоцветных подсемейства Спирейные. Кустарники рода невиусия произрастают в США и включает два существующих вида и один вымерший. Типовой вид Невиусия алабамская (Neviusia alabamensis) встречается в юго-восточных штатах США. Другой вид рода Neviusia cliftonii является эндемиком округа Шаста в Калифорнии. Вымерший ныне вид Neviusia dunthornei из раннего Эоцена (Ипрский ярус) был найден в окрестностях Принстона (Британская Колумбия) в Канаде.

## Виды
По информации базы данных The Plant List, род включает 2 вида:
- Neviusia alabamensis A.Gray — Невиусия алабамская
- Neviusia cliftonii Shevock, Ertter & D.W.Taylor
- † Neviusia dunthornei DeVore, Moore, Pigg, & Wehr